# Fatemeh Karroubi

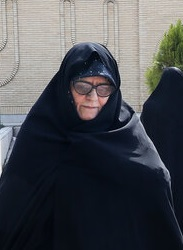
Fatemeh Karroubi

Fatemeh Karroubi (persisch فاطمه کروبی, * 1949 in Lorestan) ist eine iranische Politikerin und die Ehefrau des schiitischen Geistlichen  und iranischen Oppositionsführers Mehdi Karroubi.
Fatemeh Karroubi war stellvertretende Ministerin für soziale Angelegenheiten unter Präsident Chātami. Bei den Präsidentschaftswahlen 2009 beteiligte sie sich an der Kampagne ihres Ehemanns. Laut Medienberichten ist Fatemeh Karroubi seit dem 24. Februar 2011 zusammen mit ihrem Mann aus politischen Gründen inhaftiert, bzw. unter Hausarrest.